# Claudia Malzahnová
Claudia Malzahn (* 23. srpna 1983, Halle, Německá demokratická republika) je německá zápasnice – judistka. Mezi roky 2001-2012 byla členkou německé judistické reprezentace.

## Sportovní kariéra
S judem začínala v 9 letech v rodném městě pod vedením Sylvie Strubeová. V seniorském věku spolupracovala s Frankem Hölperlem. Ke konci sportovní kariéry se přesunula do nedalekého Lipska, kde se připravovala pod vedením Wernera Schulze. Judu se vrcholově věnuje i její mladší sestra Luise.
Prakticky celou svojí kariéru se v německé reprezentaci prala o pozici jedničky. Neměla v tomto směru štěstí především proti Anně von Harnierové. V roce 2004 a 2008 s ní prohrála nominaci na olympijské hry. Startu na olympijských hrách se dočkala až v roce 2012. Na prahu třicítky však nevyladila optimálně formu a vypadla v prvním kole. Vzápětí ukončila sportovní kariéru. Věnuje se trenérské práci.

## Výsledky
| Turnaj             | 2001             | 2002             | 2003             | 2004             | 2005             | 2006             | 2007             | 2008             | 2009             | 2010             | 2011             | 2012             |
| Turnaj             | 18               | 19               | 20               | 21               | 22               | 23               | 24               | 25               | 26               | 27               | 28               | 29               |
| Turnaj             | polostřední váha | polostřední váha | polostřední váha | polostřední váha | polostřední váha | polostřední váha | polostřední váha | polostřední váha | polostřední váha | polostřední váha | polostřední váha | polostřední váha |
| ------------------ | ---------------- | ---------------- | ---------------- | ---------------- | ---------------- | ---------------- | ---------------- | ---------------- | ---------------- | ---------------- | ---------------- | ---------------- |
| Olympijské hry     |                  |                  |                  | —                |                  |                  |                  | —                |                  |                  |                  | úč.              |
| Mistrovství světa  | —                |                  | —                |                  | —                |                  | —                |                  | 3.               | úč.              | úč.              |                  |
| Mistrovství Evropy | —                | —                | úč.              | úč.              | 3.               | —                | —                | 2.               | —                | —                | úč.              | úč.              |
| ME juniorů         | 1.               | 3.               |                  |                  |                  |                  |                  |                  |                  |                  |                  |                  |